# 山県市立乾小学校

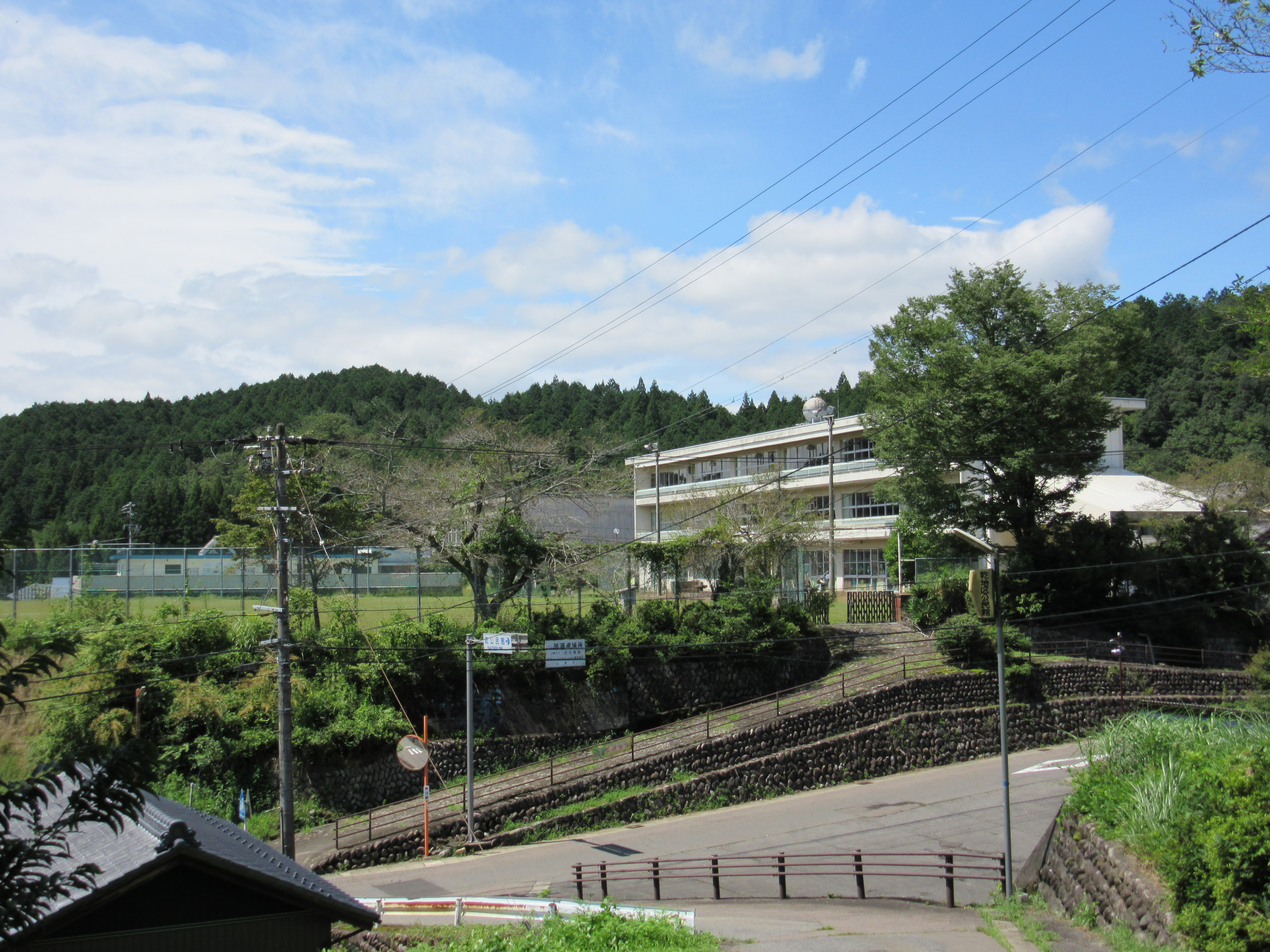
旧乾小学校全景

山県市立乾小学校（やまがたしりつ いぬいしょうがっこう）は、かつて岐阜県山県市出戸に存在した公立小学校。
旧山県郡美山町（現・山県市）の小学校であり、かつての武儀郡乾村が校区であった。

## 沿革
- 1873年（明治6年） - 武儀郡日永村、船越村、出戸村、相戸村、柿野村の5ヶ村により、日永村に鋳陶小学校を設置する。
- 1874年（明治7年） - 出戸村に移転する。通学困難であった柿野村落合に第一分場を、柿野村字中又に第二分場を設置する。
- 1879年（明治12年） - 第一分場と第二分場が統合され、柿野分校となる。
- 1886年（明治19年） - 出戸簡易小学校に改称する。鋳陶小学校柿野分校は分離独立し、柿野簡易小学校となる。
- 1887年（明治20年） - 出戸尋常小学校に改称する。
- 1889年（明治22年） - 日永村、船越村、出戸村、相戸村、柿野村が合併し、武儀郡乾村が発足。
- 1901年（明治34年） - 出戸尋常高等小学校に改称する。
- 1904年（明治37年） - 現在地に新築移転する。
- 1941年（昭和16年） - 乾国民学校に改称する。
- 1947年（昭和22年） - 乾村立乾小学校に改称する。
- 1955年（昭和30年） - 武儀郡乾村は西武芸村、北武芸村、富波村、谷合村、葛原村、北山村（以上、山県郡）の計7村と合併し、山県郡美山村となる。同時に美山村立乾小学校に改称する。
- 1964年（昭和39年） - 美山村が町制施行して美山町となる。これにともない美山町立乾小学校に改称する。
- 1997年（平成9年） - 柿野小学校を統合する。旧柿野小学校の生徒用のスクールバスの運行が開始される。
- 2003年（平成15年） - 高富町、伊自良村、美山町が合併し、山県市となる。同時に山県市立乾小学校に改称する。
- 2010年（平成22年） - 西武芸小学校、富波小学校、乾小学校を統合し山県市立美山小学校が新設され、廃校。

## 研修
- 2004年（平成16年） - 初の長期宿泊研修が行われる。山の部・海の部と3泊4日が2回。山の部は地元、海の部は三重の河芸。
- 2005年（平成17年） - 山の部・海の部3泊4日計2回。
- 2006年（平成18年） - 海の部のみになる。3泊4日。
- 2007年（平成19年） - 海の部のみ。3泊4日。
- 2008年（平成20年） - 海の部のみ。行き先が三重・河芸から愛知・美浜になる。3泊4日。
- 2009年（平成21年） - 閉校のため、最後の宿泊研修。愛知・美浜。3泊4日。

## 交通機関
- 岐阜バス板取線「出戸」バス停下車、徒歩10分
JR岐阜駅バスターミナル（岐阜駅北）11番のりばより「洞戸栗原」「板取門原」行き
名鉄岐阜のりば（名鉄岐阜駅西）4番のりばより「洞戸栗原」「板取門原」行き

## その他
- 2018年現在、旧・乾小学校の体育館は山県市乾体育館として、旧・乾小学校の運動場は山県市乾運動場として利用されている。